# Ajuda humanitária

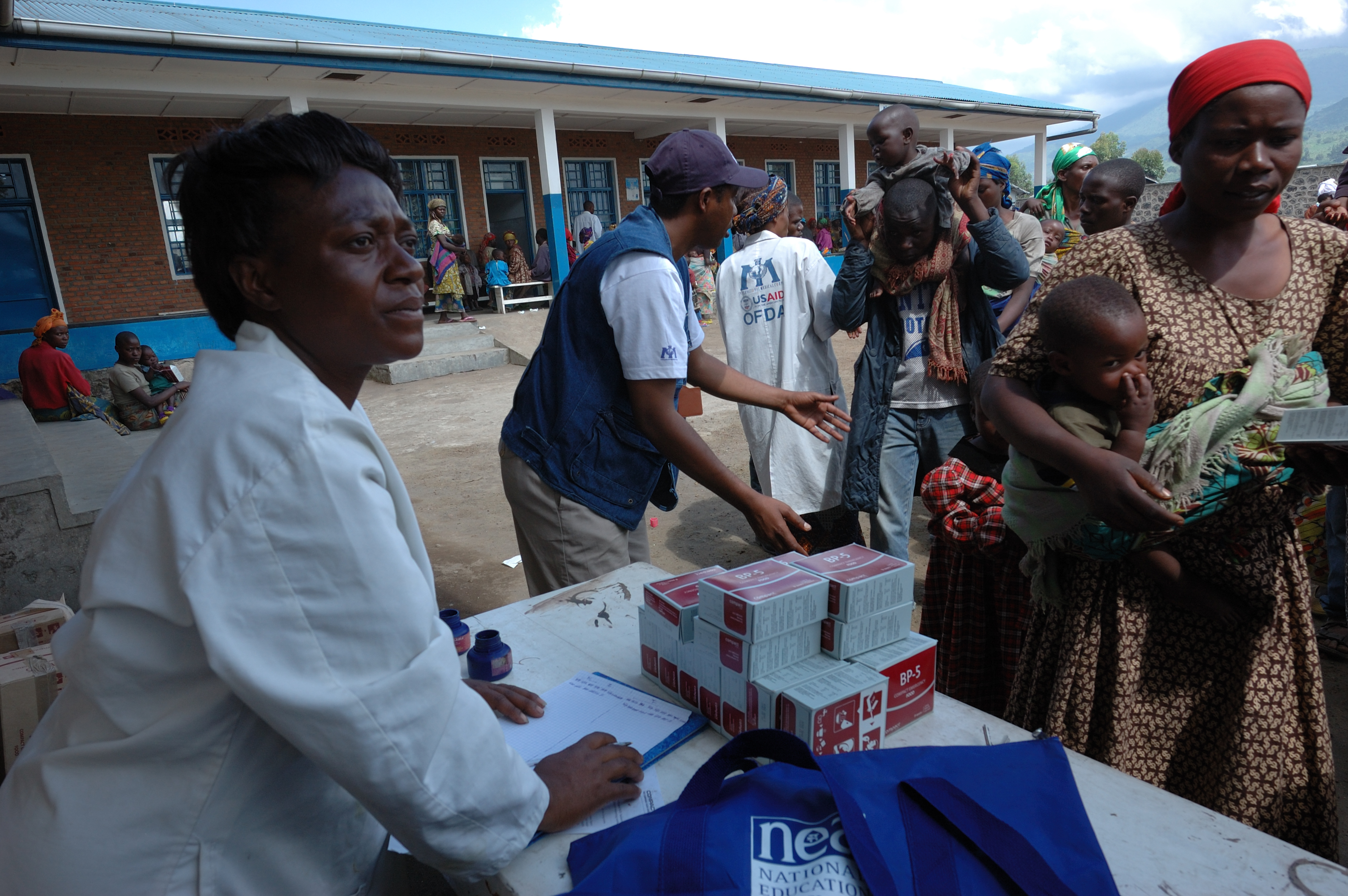
Trabalhador da UNICEF distribui tabletes nutricionais com alto teor calórico durante uma situação de emergência em Goma,
na República Democrática do Congo, em 2008.

A ajuda humanitária é a assistência material, logística, moral, legal e até mesmo espiritual prestada para fins de conforto social humanitários. A ajuda humanitária vem em resposta a calamidades eventuais ou crônicas, normalmente motivada por crises humanitárias, incluindo desastres naturais e desastres provocados pelo homem. O principal objetivo da ajuda humanitária, é aliviar o sofrimento de populações atingidas, consequentemente, mantendo a dignidade humana, salvando vidas e minimizando os desastres secundários. Por conseguinte, pode ser distinguida da ajuda ao desenvolvimento, que procura abordar os fatores subjacentes socioeconômico que pode ter levado a uma crise ou de emergência.
De acordo com o Overseas Development Institute, uma instituição de pesquisa sediada em Londres, cujos resultados foram divulgados em Abril de 2009 no jornal "ajuda Fornecer em ambientes inseguros: 2009 Update", o ano mais letal na história do humanismo foi 2008, em que 122 trabalhadores humanitários foram assassinados e 260 agredidos. Os países considerados menos seguros foram a Somália e o Afeganistão.
No Sudeste do Brasil dois eventos tem destaque internacional: os desastres de natureza hídrica ocorridos em 2011 que atingiram vários municípios brasileiros mas que impactaram cruelmente a região serrana do Estado do Rio de Janeiro; e os desastres de natureza tecnológica ocorrido em Mariana- MG. Ocorreu em  2015 e chegou a atingir vários municípios de dois estados - Minas Gerais e Espírito Santo - pelo carreamento de rejeitos de mineração pela bacia hidrográfica, após o rompimento de uma barragem de rejeitos.[carece de fontes?]

## Conceito
O conceito tradicional de ajuda humanitária no âmbito da ONU foi modificado ao longo do tempo. Na Carta da ONU, as operações de apoio à paz são consideradas como “a interposição de pessoal militar e civil multinacional entre Estados ou comunidades hostis com vista a criar as condições para resolução pacífica dos conflitos através da negociação”. Devido a própria evolução da situação internacional que esse conceito foi se modificando. Atualmente, a ajuda humanitária engloba todas as atividades desenvolvidas com a finalidade de prevenir, manter, restabelecer, impor e consolidar a paz, mas também as que tem como finalidade minorar os efeitos negativos dos conflitos violentos nas populações, especialmente onde autoridades responsáveis não tem possibilidade ou se recusam fornecer aquelas populações o apoio que elas precisam.
O objetivo das operações humanitárias não devem ser apenas de salvar vidas em circunstâncias de emergência, mas também encontrar soluções e integrar os esforços humanitários em programas de desenvolvimento.

## Exemplos
Um dos exemplos de ajuda humanitária internacional é o terremoto que aconteceu no Haiti em janeiro de 2010 que deixou cerca de 220 mil mortos e milhares de feridos. O país recebeu ajuda humanitária de vários Estados para enfrentar os problemas de infraestrutura, saúde pública, alimentação e saneamento básico. O Brasil liderou a missão de paz da ONU no Haiti e destinou grandes recursos para o fortalecimento do Programa Nacional de Cantinas Escolares.

## Histórico
O início da ajuda humanitária internacional se deu no final do século XIX. Um dos primeiros exemplos desse tipo de ajuda ocorreu em resposta à Fome no norte chinês de 1876-1879, provocada por uma seca que começou no norte da China, em 1875, levando ao desmatamento de safras nos anos seguintes. Aproximadamente 10 milhões de pessoas morreram de fome.
Um missionário britânico, Timothy Richard, chamou a atenção internacional para a fome na província de Shandong, no verão de 1876 e apelou à comunidade estrangeira em Xangai por ajuda financeira para ajudar as vítimas. Para combater a fome, uma rede internacional foi criada para solicitar doações. Estes esforços trouxeram 204 mil taéis de prata, o equivalente a US $ 7-10 milhões em 2012 os preços de prata.
A campanha foi lançada simultaneamente em resposta à Grande Fome de 1876-1878 na Índia. Embora as autoridades tenham sido criticadas por suas atitudes de laissez-faire durante a fome, foram introduzidas medidas de alívio posteriormente. Um fundo de ajuda à fome foi criado no Reino Unido e tinha levantado £ 426 000 (libras) nos primeiros meses.
Em 1980s as primeiras iniciativas de ajuda humanitária foram em âmbito privado, e foram limitadas em suas capacidades financeiras e organizacionais. Foi somente na década de 1980 que a mídia mundial e as celebridades globais se mobilizaram em resposta a catástrofes em todo o mundo. Em 1983-1985 a fome na Etiópia causou mais de um milhão de mortes e foi documentada por uma notícia da BBC, com Michael Buerk descrevendo "uma fome bíblica no século XX" e "a coisa mais próxima ao inferno na Terra".
Em 1985, o esforço para angariação de fundos, liderado por Bob Geldof induzida milhões de pessoas no Ocidente para doar dinheiro e solicitar seus governos para participar do esforço de ajuda na Etiópia. Alguns dos recursos também foi para as áreas mais atingidas fome da Eritreia.

## Instrumentos
União Europeia: A União Europeia é o principal doador em questões de ajuda humanitária a nível global. Esta ajuda financeira, que se reverte em fornecimento de bens, de serviços ou de assistência técnica, destina-se a ajudar a prevenir e a enfrentar as situações de emergência resultantes de crises que afetam gravemente as populações fora da União, quer se trate de catástrofes naturais, de origem humana, quer de crises estruturais.
A ação da União Europeia é baseada nos princípios humanitários fundamentais de humanidade, de neutralidade, de imparcialidade e de independência e compreende três instrumentos: a ajuda de emergência, a ajuda alimentar e a ajuda aos refugiados e às pessoas deslocadas.

### Principais ONGs
- ANDORG;
- Médicos sem fronteiras;
- Cruz Vermelha;
- ADRA.

## Financiamento
A ajuda é financiada por doações de indivíduos, corporações, governos e outras organizações. O financiamento e a distribuição da ajuda humanitária é cada vez mais internacional, tornando-o muito mais rápido, mais ágil e mais eficaz em lidar com a emergências graves que afetam grande número de pessoas (por exemplo, ver Fundo Central de Resposta de Emergência). O Escritório das Nações Unidas para a Coordenação de Assuntos Humanitários (OCHA) coordena a resposta internacional humanitário a uma crise ou de emergência nos termos da Resolução 46/182 da Assembleia Geral das Nações Unidas.

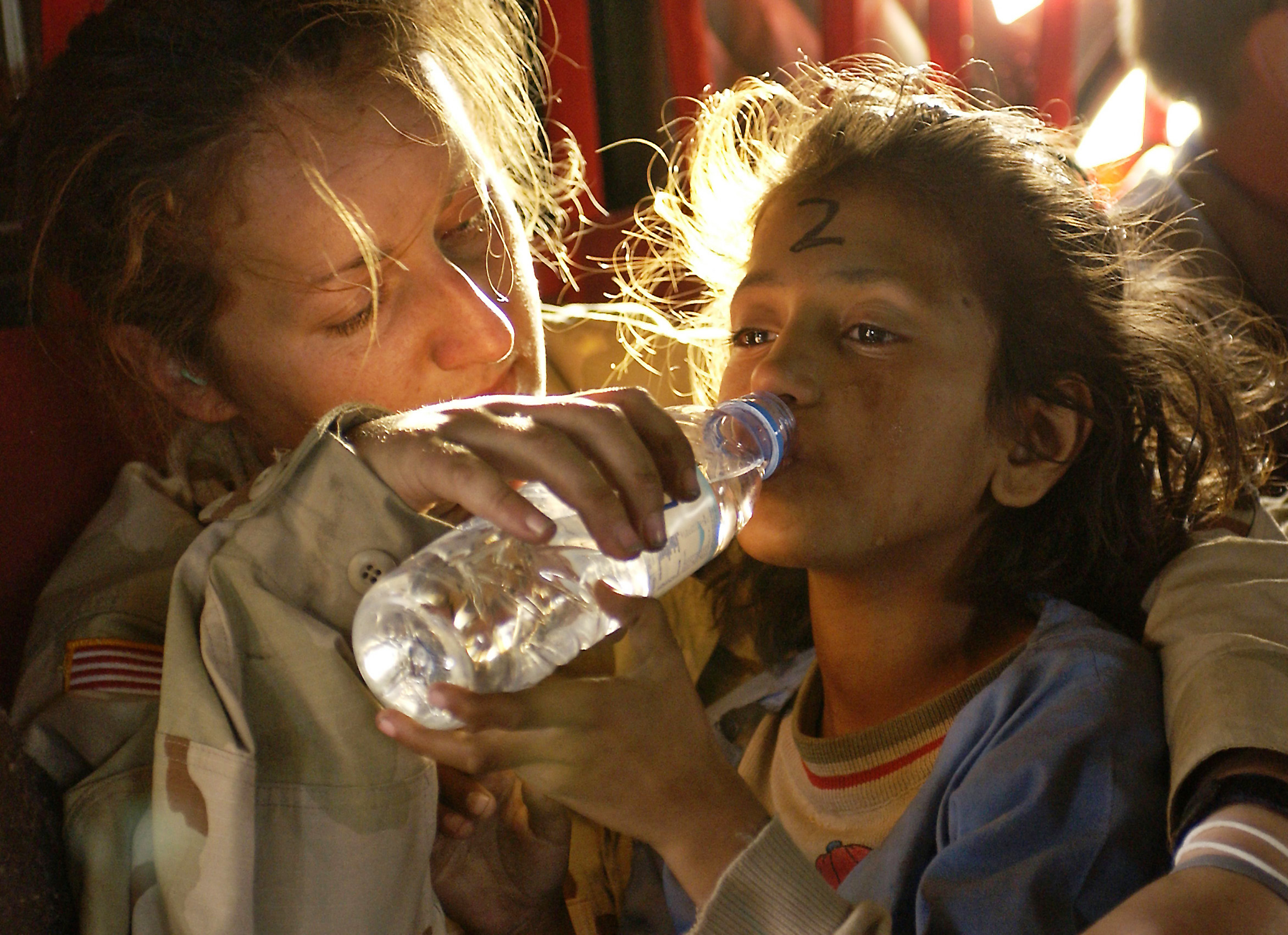
Kornelia Sargento Rachwal da Marinha dos Estados Unidos, dando água a uma garota paquistanesa.

## Composição
O número total de trabalhadores de ajuda humanitária ao redor do mundo, foi calculado pela ALNAP, uma rede de agências que trabalham no sistema humanitário, como 210.800 em 2008. Esta é composta de cerca de 50% das ONGs, 25% da Cruz Vermelha e do Crescente / Vermelho e 25% em relação ao sistema das Nações Unidas.

## Padrões
Durante a última década, a comunidade humanitária iniciou uma série de iniciativas inter-agências para melhorar a qualidade, responsabilidade e desempenho em acção humanitária. Quatro das iniciativas mais conhecidas são as de rede ativas de aprendizagem para Accountability e Desempenho em Acção Humanitária (ALNAP), Parceria Responsabilidade Humanitária (HAP), People In Aid e do Projecto Esfera. Representantes dessas iniciativas começou a se reunir em uma base regular, em 2003, a fim de compartilhar problemas comuns e harmonizar as actividades sempre que possível.
Trabalhando com seus parceiros, os sobreviventes de desastres, e outros, Responsabilidade Parceria Internacional Humanitário (ou HAP International) produziu a HAP 2007 Standard em Responsabilidade Humanitária e Gestão da Qualidade. O regime de certificação tem como objetivo fornecer garantia de que as agências certificadas estão a gerir a qualidade de suas ações humanitárias, em conformidade com a norma HAP. Em termos práticos, uma certificação de HAP (que é válido por três anos) significa fornecer auditores externos com declarações de missão , contas e sistemas de controle, dando maior transparência nas operações e prestação de contas em geral.
Como descrito por HAP-Internacional, o HAP 2007 Standard em Responsabilidade Humanitária e de Gestão da Qualidade é uma ferramenta de garantia de qualidade. Através da avaliação de uma organização de processos, políticas e produtos com relação a benchmarks na Standard, a qualidade torna-se mensurável, e responsabilidade em seus aumentos trabalho humanitário.
Agências que cumprem com o padrão:
- declarar o seu compromisso com os princípios HAP de Acção Humanitária e ao seu próprio Quadro de Responsabilidade Humanitária;
- desenvolver e implementar um Sistema de Gestão da Qualidade Humanitária;
- fornecer informações fundamentais sobre a gestão da qualidade para as principais partes interessadas;
- permitir aos beneficiários e seus representantes para participar nas decisões do programa e dar o seu consentimento informado;
- determinar as competências e necessidades de desenvolvimento de pessoal;
- estabelecer e implementar as queixas de manuseio de procedimento;
- estabelecer um processo de melhoria contínua.[5]

O Projecto Esfera manual, Carta Humanitária e Normas Mínimas de Resposta a Desastres, que foi produzido por uma coalizão de líderes não governamentais humanitárias, lista os seguintes princípios de ação humanitária:
- O direito à vida com dignidade;
- A distinção entre combatentes e não combatentes;
- O princípio de não repulsão.

O Projeto de Qualidade, baseado na ferramenta de qualidade COMPAS, é um projeto alternativo para Sphere, tendo em conta os efeitos colaterais de padronização e os de uma abordagem baseada em "mínimos" em vez de a busca da qualidade. Este projecto é liderado pelo Groupe URD.

## Críticas
Uma das críticas à ajuda humanitária é que em certos casos há uso político da mesma por um dos lados combatentes existe a possibilidade de agravar o conflito e prolongá-lo.
O autor Edward Luttwak critica as ONGs que promovem a ajuda humanitária por achar que elas estão preocupadas principalmente em buscar doadores e aumentar sua visibilidade, e não tem como prioridade atender os refugiados. Para ele, esse problema contribui para o fracasso de várias missões humanitárias já que elas acabam sendo seletivas em suas escolhas.
Além disso, as intervenções da ajuda humanitária vão contra os princípios de não intervenção e soberania dos Estados.
Uma grande parte dos autores acredita que os Estados usam os motivos humanitários como pretexto para atingirem interesses próprios. Os Estados confundem as razões para intervir e, segundo os realistas, as intervenções humanitárias são imprudentes pois não atendem aos interesses nacionais.